# UTRAN

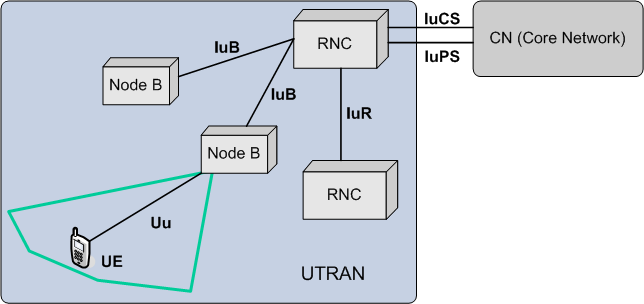
UTRAN 架構

UTRAN（UMTS Terrestrial Radio Access Network）是UMTS的陸地無線接入網（UTRAN）。
UTRAN 允許使用者設備（UE）與核心网（CN）彼此溝通。UTRAN 內含基台（BS），被稱為 Node Bs, 與 Radio Network Controllers (RNC)。Core Network (CN)是HLR，3G-SGSN 和 GGSN 組成。
UTRAN 包含了多個無線網路子系統（Radio Network Subsystem，RNS），由一组通过Iu接口连接到核心网（Core Network，CN）的無線網路子系統（RNS）组成。每個RNS又由一個無線電網路控制器（RNC）和數個基地台（BS）組成。在UTRAN内，無線網路子系統（RNS）内的RNCs可通过Iur 进行连接。
UTRAN 的內外部由四個實體組成： Iu, Uu, Iub 和 Iur. 其中Iu和Uu是對外的介面，至於Iub和Iur則是逻辑介面。
- Iu 是對外的介面，負責連接無線電網路控制器（RNC）與核心网（CN）。
- Uu 是對外的介面，負責連接 Node B 與使用者設備（UE）。
- Iub 是內部介面，負責連接 RNC 與 Node B.
- 還有，Iur 介面負責連接RNC與RNC之間。